# Roger Clark
Roger Albert Clark (Narborough, 5 agosto 1939 – Leicester, 12 gennaio 1998) è stato un pilota di rally britannico che ha gareggiato nel Campionato del mondo rally tra il 1973 e il 1975, e nel British Rally Championship dove ha vinto quattro titoli, sempre con il marchio Ford.
Fu il primo inglese a vincere un evento mondiale al campionato rally, il Rally della Gran Bretagna del 1976.
Ha ricevuto la medaglia all'Ordine dell'Impero Britannico.

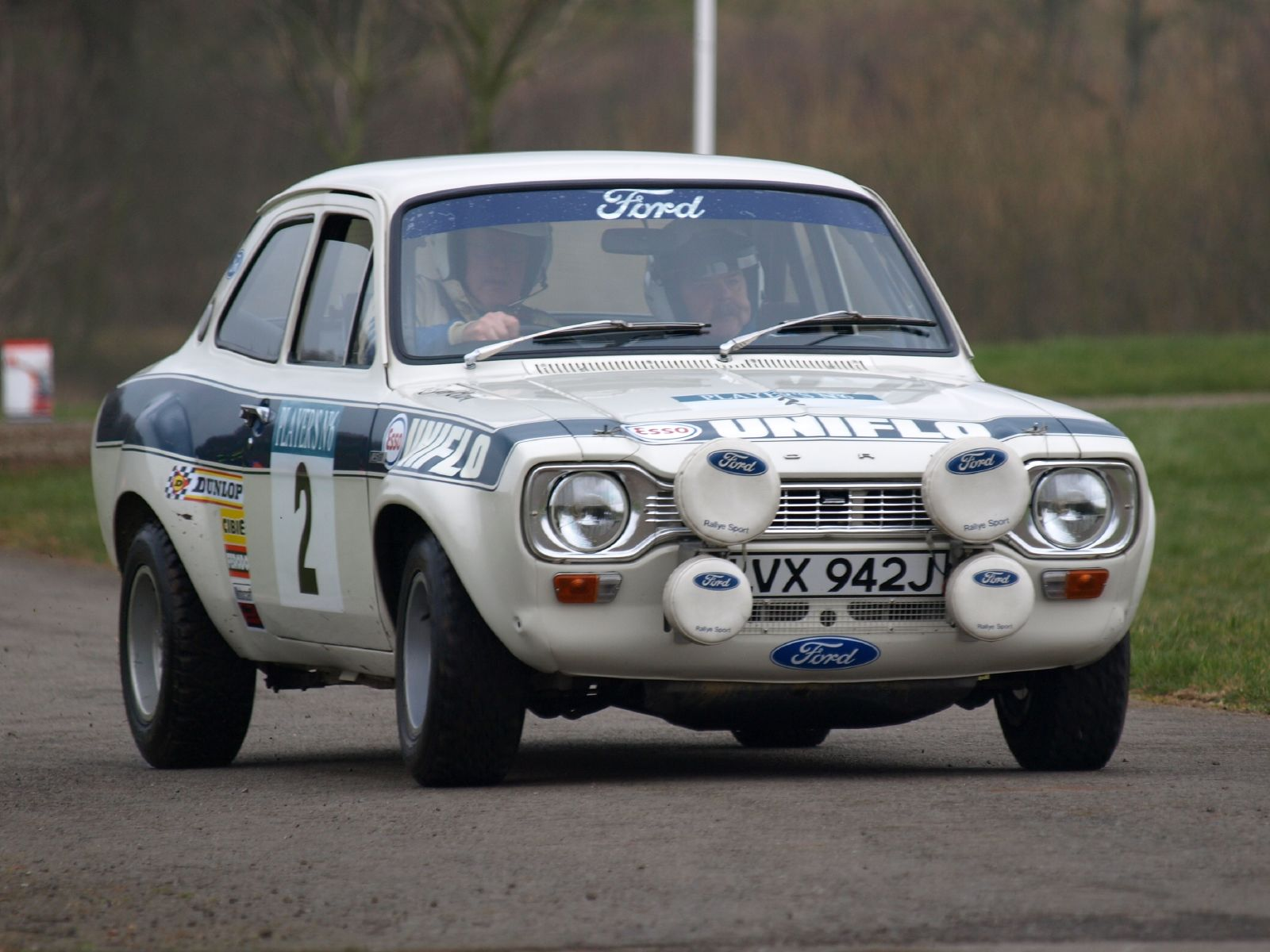
La Ford Escort RS1600 che fu guidata da Clark

Negli anni '90 ha fondato la Roger Clark Motor Sport, una società dedicata alla preparazione di veicoli da corsa.

## Carriera
Cominciò a gareggiare nel 1956 in Gran Bretagna. Negli anni sessanta era un pilota della Ford e ha guidato modelli come la Ford Cortina con cui vinse il suo primo titolo nel campionato britannico, nel 1965, e ottenne tre vittorie nel Rally scozzese (1964, 1965, 1967). Conquistò il titolo britannico ancora nel 1968, 1973 e 1975 con la Ford Escort RS 1600.

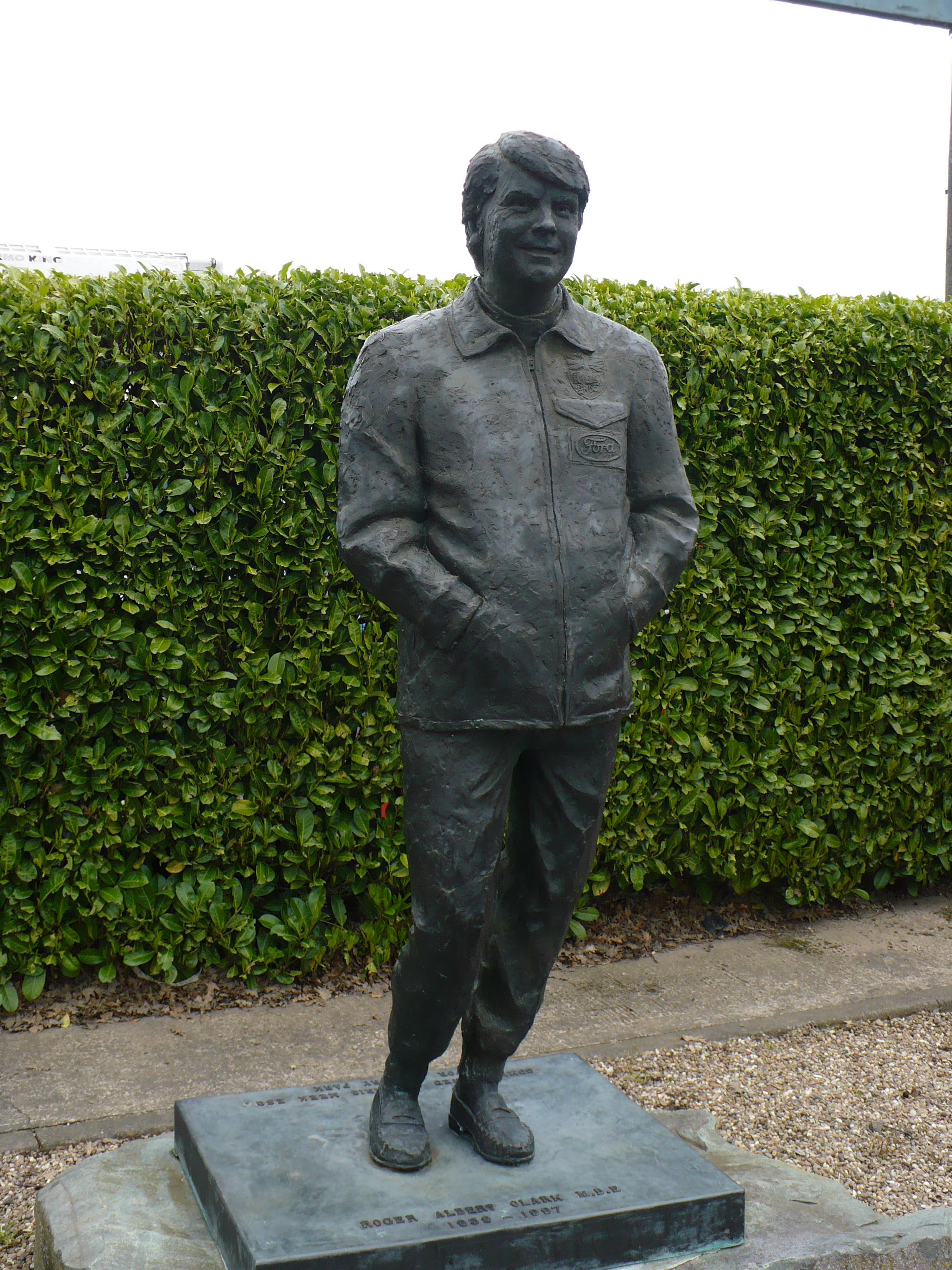
Statua dedicata a Clark

## Il rally Roger Albert Clark
Nel 2004 fu organizzato un evento di rally di auto storiche sul percorso classico del RAC Rally tra Scozia e Inghilterra del Nord, non più utilizzato nel RAC Rally moderno che ora si corre principalmente nel Galles meridionale. La manifestazione, riservata ai veicoli prodotti prima del 1982, fu denominata in suo onore Roger Albert Clark Rally (con lo stesso acronimo del RAC Rally).

## Palmarès

### Vittorie nell'ICM
| Nº | Anno | Rally                      | Copilota   | Vettura                 | Squadra          |
| -- | ---- | -------------------------- | ---------- | ----------------------- | ---------------- |
| 1  | 1972 | 28° Daily Mirror RAC Rally | Tony Mason | Ford Escort RS 1600 MKI | Team Esso Uniflo |

### WRC
| Nº | Anno | Rally                 | Copilota    | Vettura                  | Squadra             |
| -- | ---- | --------------------- | ----------- | ------------------------ | ------------------- |
| 1  | 1976 | 32° Lombard RAC Rally | Stuart Pegg | Ford Escort RS 1800 MKII | Ford Motor Co. Ltd. |

## Risultati nel mondiale rally

### ICM
- 1970 - Daily Express - Ford Escort Twin Cam; Ford Escort RS 1600 MKI - 5° al Rally di Monte Carlo, ritirato al Rally di Gran Bretagna
- 1971 - Ford Motor Co. Ltd.; Wills Embassy - Ford Motor Co - Ford Escort Twin Cam; Ford Escort RS 1600 MKI - 24° al Safari Rally, 11° al Rally di Gran Bretagna
- 1972 - Team Esso Uniflo - Ford Escort RS 1600 MKI - 1° al Rally di Gran Bretagna

### WRC
| 1973 | Scuderia                             | Vettura                 |  |  |  |     |  |  |  |  |  |  |  |   |  |  |  |  | Punti | Pos. |
| ---- | ------------------------------------ | ----------------------- |  |  |  | --- |  |  |  |  |  |  |  | - |  |  |  |  | ----- | ---- |
| 1973 | Ford Motor Co. Ltd. Team Esso Uniflo | Ford Escort RS 1600 MKI |  |  |  | Rit |  |  |  |  |  |  |  | 2 |  |  |  |  |       |      |

| 1974 | Scuderia            | Vettura                 |  |  |  |  |  |  |   |  |  |  |  |  |  |  |  |  | Punti | Pos. |
| ---- | ------------------- | ----------------------- |  |  |  |  |  |  | - |  |  |  |  |  |  |  |  |  | ----- | ---- |
| 1974 | Ford Motor Co. Ltd. | Ford Escort RS 1600 MKI |  |  |  |  |  |  | 7 |  |  |  |  |  |  |  |  |  |       |      |

| 1975 | Scuderia            | Vettura                  |  |  |  |  |  |  |  |     |  |   |  |  |  |  |  |  | Punti | Pos. |
| ---- | ------------------- | ------------------------ |  |  |  |  |  |  |  | --- |  | - |  |  |  |  |  |  | ----- | ---- |
| 1975 | Ford Motor Co. Ltd. | Ford Escort RS 1800 MKII |  |  |  |  |  |  |  | Rit |  | 2 |  |  |  |  |  |  |       |      |

| 1976 | Scuderia            | Vettura                  |   |  |  |  |  |     |  |  |  |   |  |  |  |  |  |  | Punti | Pos. |
| ---- | ------------------- | ------------------------ | - |  |  |  |  | --- |  |  |  | - |  |  |  |  |  |  | ----- | ---- |
| 1976 | Ford Motor Co. Ltd. | Ford Escort RS 1800 MKII | 5 |  |  |  |  | Rit |  |  |  | 1 |  |  |  |  |  |  |       |      |

| 1977 | Scuderia            | Vettura                  |  |  |     |     |  |   |  |   |  |  |   |  |  |  |  |  | Punti | Pos. |
| ---- | ------------------- | ------------------------ |  |  | --- | --- |  | - |  | - |  |  | - |  |  |  |  |  | ----- | ---- |
| 1977 | Ford Motor Co. Ltd. | Ford Escort RS 1800 MKII |  |  | Rit | Rit |  | 2 |  | 3 |  |  | 4 |  |  |  |  |  |       |      |

| 1978 | Scuderia          | Vettura                  |  |  |  |  |  |  |  |  |  |  |     |  |  |  |  |  | Punti | Pos. |
| ---- | ----------------- | ------------------------ |  |  |  |  |  |  |  |  |  |  | --- |  |  |  |  |  | ----- | ---- |
| 1978 | Li-Lo Equipe Esso | Ford Escort RS 1800 MKII |  |  |  |  |  |  |  |  |  |  | Rit |  |  |  |  |  |       |      |

| 1979 | Scuderia            | Vettura                                        |    |  |  |  |     |  |  |  |  |  |     |  |  |  |  |  | Punti | Pos. |
| ---- | ------------------- | ---------------------------------------------- | -- |  |  |  | --- |  |  |  |  |  | --- |  |  |  |  |  | ----- | ---- |
| 1979 | Rothmans Rally Team | Ford Fiesta MK1 1600S Ford Escort RS 1800 MKII | 13 |  |  |  | Rit |  |  |  |  |  | Rit |  |  |  |  |  | 0     |      |

| 1980 | Scuderia             | Vettura        |  |  |  |  |  |  |  |  |  |  |     |  |  |  |  |  | Punti | Pos. |
| ---- | -------------------- | -------------- |  |  |  |  |  |  |  |  |  |  | --- |  |  |  |  |  | ----- | ---- |
| 1980 | British Leyland Cars | Triumph TR7 V8 |  |  |  |  |  |  |  |  |  |  | Rit |  |  |  |  |  | 0     |      |

| 1981 | Scuderia        | Vettura                  |  |  |  |  |  |  |  |  |  |  |  |    |  |  |  |  | Punti | Pos. |
| ---- | --------------- | ------------------------ |  |  |  |  |  |  |  |  |  |  |  | -- |  |  |  |  | ----- | ---- |
| 1981 | M.C.D. Services | Ford Escort RS 1800 MKII |  |  |  |  |  |  |  |  |  |  |  | 10 |  |  |  |  | 1     | 63º  |

| 1984 | Scuderia                    | Vettura           |  |  |  |  |  |  |  |  |  |  |  |    |  |  |  |  | Punti | Pos. |
| ---- | --------------------------- | ----------------- |  |  |  |  |  |  |  |  |  |  |  | -- |  |  |  |  | ----- | ---- |
| 1984 | Rothmans Porsche Rally Team | Porsche 911 SC RS |  |  |  |  |  |  |  |  |  |  |  | 11 |  |  |  |  | 0     |      |

| 1995 | Scuderia | Vettura            |  |  |  |  |  |  |  |    |  |  |  |  |  |  |  |  | Punti | Pos. |
| ---- | -------- | ------------------ |  |  |  |  |  |  |  | -- |  |  |  |  |  |  |  |  | ----- | ---- |
| 1995 |          | Subaru Impreza WRX |  |  |  |  |  |  |  | 36 |  |  |  |  |  |  |  |  | 0     |      |

| Legenda | 1º posto | 2º posto | 3º posto | A punti | Senza punti | Ritirato | Squalificato | NP=Non partito C=Gara cancellata | Apice=Power stage |